# ジョージ・エイユー
ジョージ・エイユー（George Ayoub、1963年10月23日 - ）は、オーストラリアのラグビーレフリー（審判員）。オーストラリア・シドニー出身。

## 略歴
2003年、2003年W杯のアシスタントレフリーになる。
その後トップリーグの2004-2005と2007-2008シーズンにレフリー担当。

## 受賞歴
- 2007-08 ベストホイッスル賞[4]